# Gián châu Á
Gián châu Á (danh pháp hai phần: Blattella asahinai) là một loài gián thuộc họ Blattellidae. Gián châu Á sinh sống ở đảo Okinawa, Nhật Bản. Loài này dài khoảng 15 mm. Gián châu Á là gần giống với con gián Đức (Blattella germanica) trừ vài sự khác biệt hình thái học. Giống như con gián Đức, nó dài 1,6 cm, có màu nâu vàng nhạt. Tuy nhiên, đôi cánh của nó dài hơn gián Đức, và có một sự khác biệt giữa một rãnh ở vùng bụng giữa hai loài. Ngoài ra còn có sự khác biệt khác. Cách nhanh nhất để biết sự khác biệt giữa hai loài là con gián châu Á đó là gián châu Á là một loài bay mạnh mẽ (giống như một con bướm đêm) và bị thu hút bởi ánh sáng, không giống như con gián Đức. Loài này có xu hướng thích ở ngoài trời, trong khi Đức gián thích sống trong nhà.

## Phân bố
Gián châu Á được tìm thấy ở vùng khí hậu nhiệt đới và cận nhiệt đới, và lần đầu tiên được xác định tại Hoa Kỳ năm 1986 tại Lakeland, Florida. Nó đã mở rộng suốt nhiều của Florida và đang lan rộng vào các tiểu bang miền nam khác. Ngoài Florida, nó được báo cáo ở Alabama, Georgia, Nam Carolina và Texas. Dân số của nó đạt đến đỉnh cao của nó trong cuối tháng 8 và sự sụt giảm nhanh chóng với sự khởi đầu của thời tiết mát mẻ (Snoddy và Appel 2007). Trong điều kiện thời tiết bất lợi như điều kiện thời tiết lạnh hoặc khô gián châu Á sẽ đào hang xuống dưới lớp rác lá rụng (Snoddy và Appel 2007).

## Hình ảnh

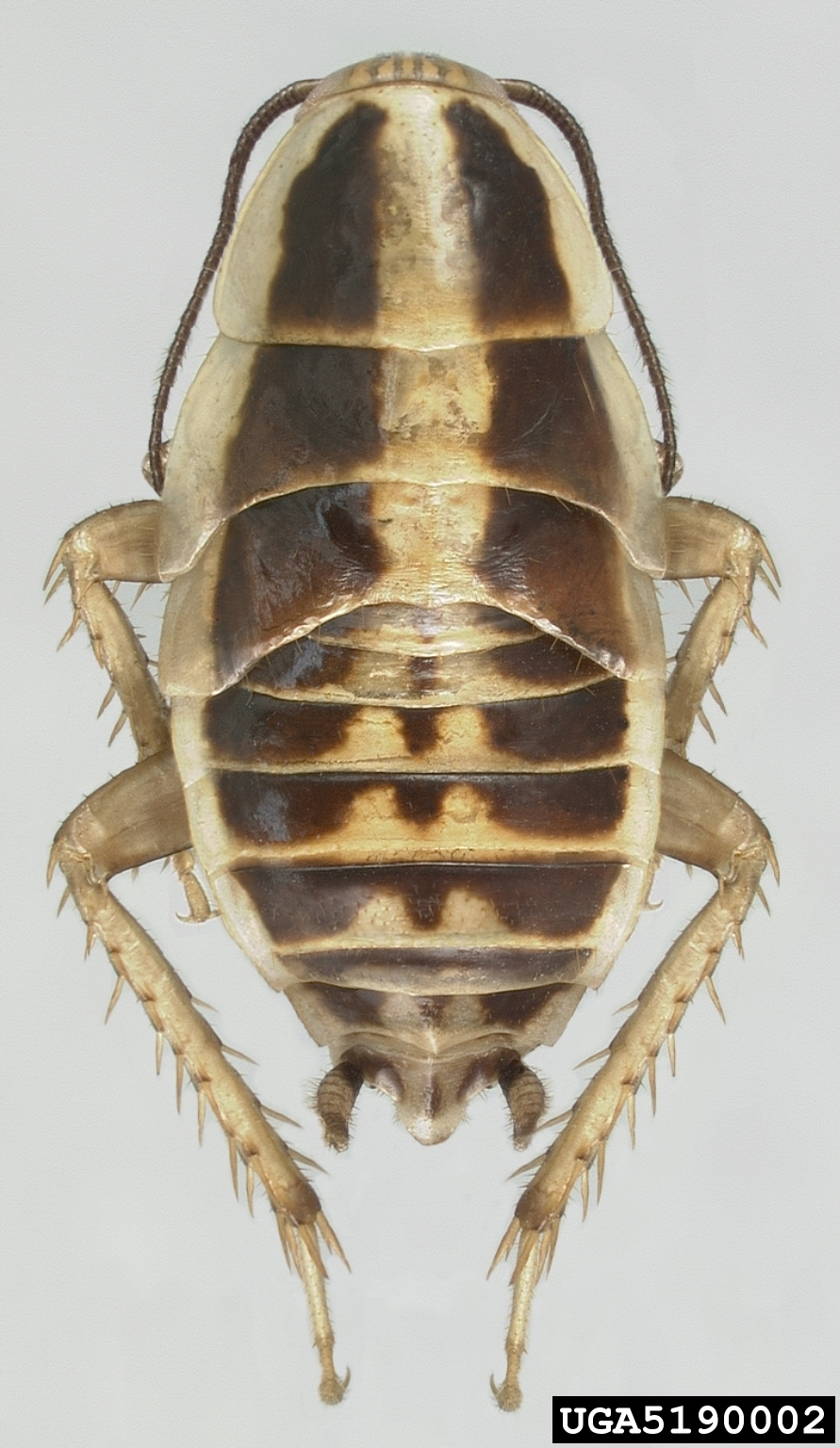
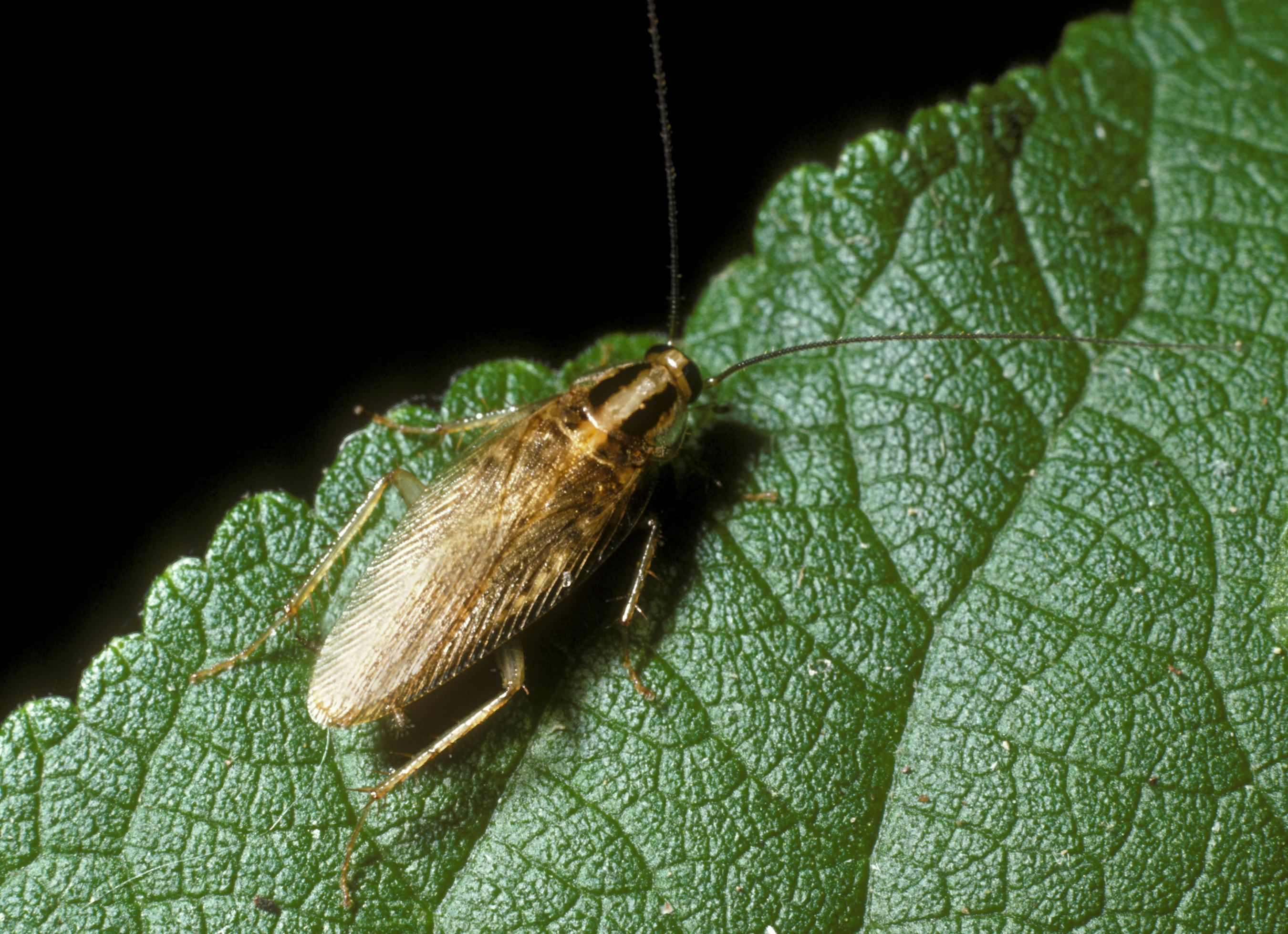